# Corydalis panda
Corydalis panda är en vallmoväxtart som beskrevs av Lidén och Y. W. Wang. Corydalis panda ingår i släktet nunneörter, och familjen vallmoväxter. Inga underarter finns listade i Catalogue of Life.